# American Journal of Archaeology
Pour les articles homonymes, voir AJA.
L'American Journal of Archaeology (AJA) est une revue scientifique américaine spécialisée dans l'archéologie, publiée par l'Institut archéologique américain.
Mary Hamilton Swindler a été la première femme rédactrice en chef du journal, de 1932 à 1946.